# Mahymobiles

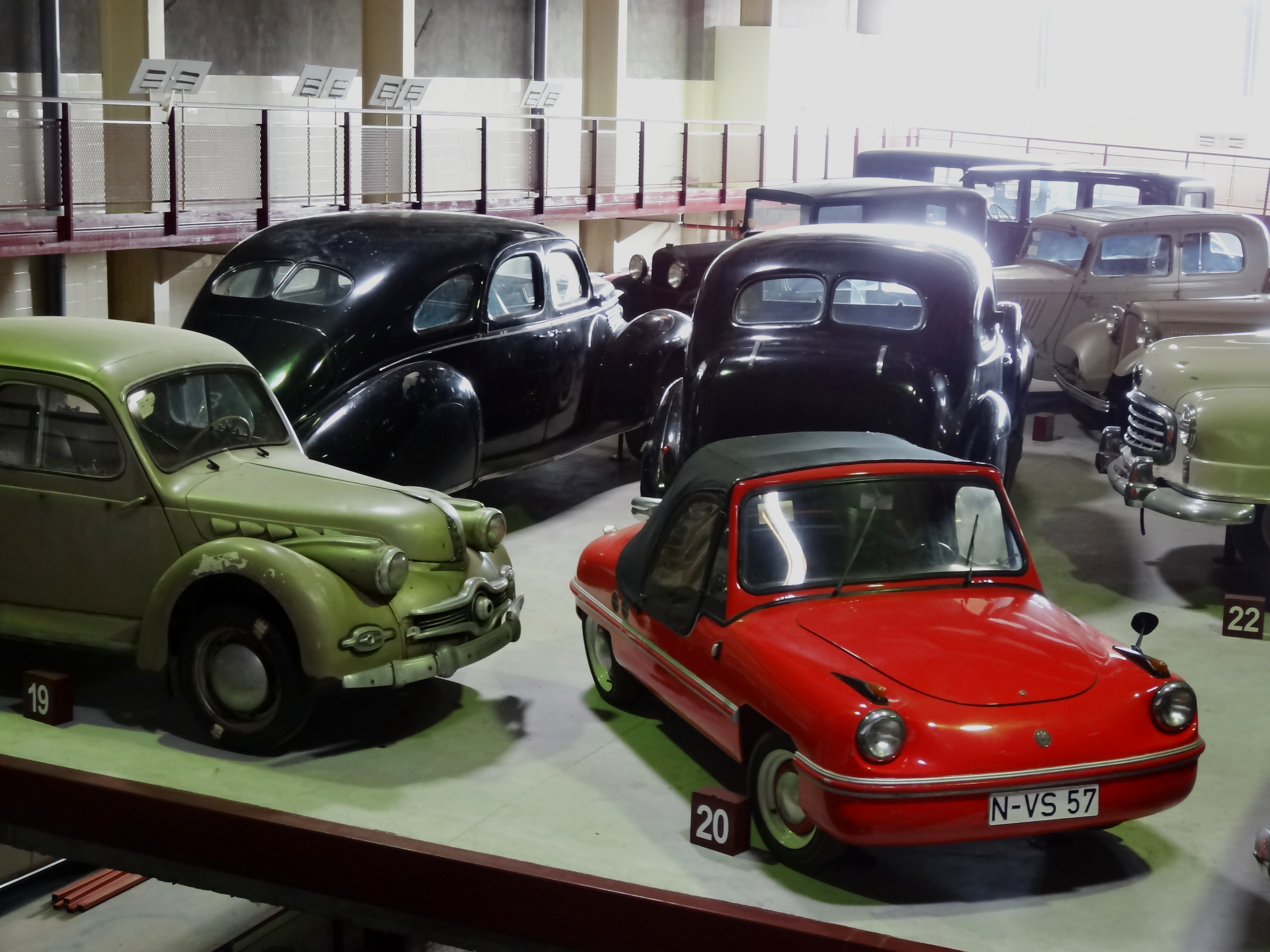
Mahymobiles

Mahymobiles is een museum van de automobiel in de Belgische stad Leuze-en-Hainaut. Het museum is volledig gewijd aan de auto.

## Geschiedenis
Garage-eigenaar Ghislain Mahy kocht in 1944 een Ford Model T. Dat bleek de eerste auto van een verzameling die uitgroeide tot een duizendtal auto's die de collectie van Mahymobiles zou gaan vormen. Gedurende een halve eeuw kreeg de collectie vorm in het voormalige Wintercircus (Gent). 
Een selectie van 230 auto's werd in 1986 overgebracht naar Autoworld in Brussel, waar ze in het museum van het Jubelpark zijn opgenomen.
In 1997 kocht Leuze-en-Hainaut de oude textielfabrieksgebouwen Ernaelsteen, om er een automuseum op te richten. Drie jaar deed men er over om de gestockeerde oldtimers naar het pand over te brengen.
In 2000 opende het museum de deuren.

## Museum
Het is de enige verzameling in de wereld waar zoveel oldtimers samen zijn gebracht. Alles wat betrekking heeft tot automobiel en het wegvervoer sedert 1895 is vertegenwoordigd.
Dit museum kan men in groep op afspraak gaan bezoeken, voor individuele bezoekers is het gedurende enkele dagdelen open van halverwege maart tot eind oktober.

### Geëxposeerde stukken
- Het museum (6.000 m²) toont met 250 oldtimers van 1895 tot heden, de wereldgeschiedenis van de automobiel
- Een didactische zaal met mechanische kneepjes (motoren en chassis)
- een collectie historisch speelgoed: een verzameling miniaturen
- Een retrospectieve tentoonstelling van fietsen en moto's
- De mini-piste voor kinderen van 2 tot 7 jaar
- De galerij gewijd aan de evolutie van de carrosserie

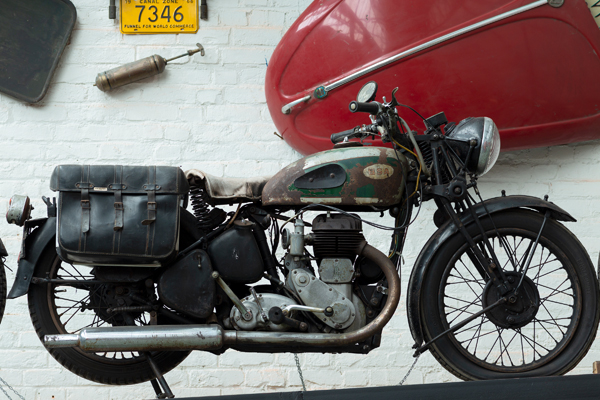
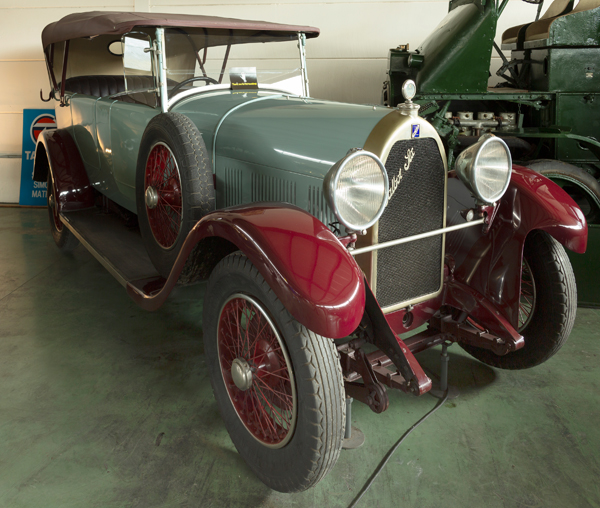
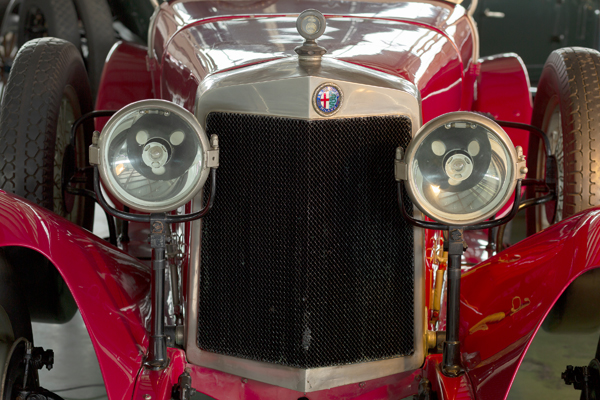
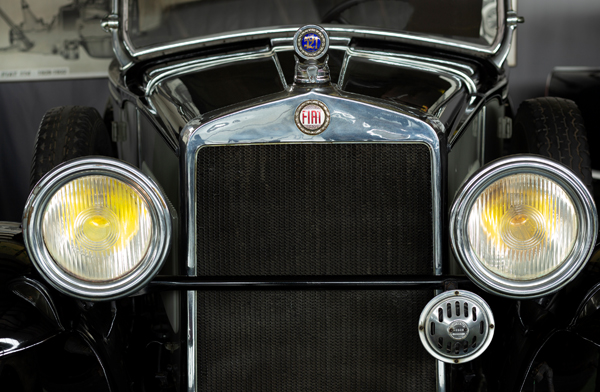
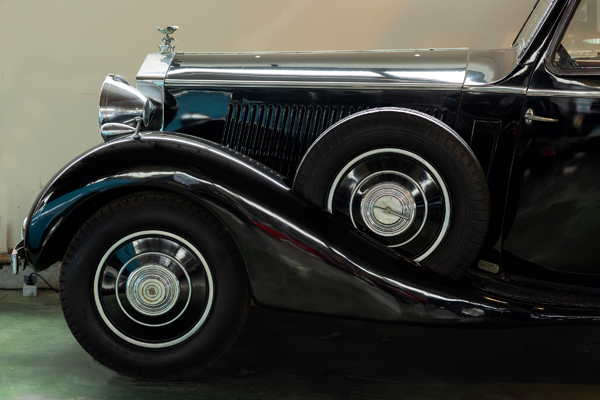